# 美月リカ
美月 リカ（みづき リカ、1988年8月13日 - ）は、日本のフォトグラファー、音楽プロデューサー。音楽レーベル・easy revenge records代表。株式会社がんばれ代表取締役。2019年末までBABYTRACKS代表、マーベラスアーク代表取締役だった。福岡県出身。本名は美月 里佳。
かつては、櫻井 里佳、櫻井 りか（さくらい りか）の名義で、アイドル、タレント、グラビアアイドルとして活動していた。元プラチナムプロダクション、よしもとクリエイティブ・エージェンシー、プロダクションノータイトル所属であった。

## 来歴
2007年4月、高校卒業後にお笑い芸人を目指すため、吉本総合芸能学院（NSC）大阪30期生として入学するが、コンビを組んでいた相方がオーストラリアに逃亡したため、プラチナムプロダクションに入りグラビアイドルに転身。
2009年8月、よしもとグラビアエージェンシー（YGA）3期生オーディションのファイナリストとなり、スクール生として採用。2010年5月、4期生に昇格。
2012年、『東京スポーツ』主催の「ミス東スポ2012」にて木嶋のりこ、市川みきと共にグランプリ受賞。
2012年7月にYGAを卒業。2013年1月、「櫻井里佳」から「櫻井りか」に改名した。
2014年4月2日をもってタレント引退。以降、フォトグラファーとして活動。
2015年1月1日、「美月リカ」に改名。
2016年4月、グラビアアイドルの鎌田紘子とバンド（鎌田は木魚、美月はシンギングボウル担当）「宗教法人マラヤ」を結成。2017年7月29日の阿佐ヶ谷ロフトAでのライブをもって「山籠り」（という名の解散）に入った。
2016年12月、美月がプロデューサー兼園長（運営）として、（エア）バンド「ふゆのどうぶつえん」を結成。2017年には音楽レーベル・BABYTRACKSを設立、同年12月にはふゆのどうぶつえんの1stアルバム『THE ZOO IN WINTER』をリリース。2018年3月にはBLACKNAZARENE、同年10月にはShinto!、2019年2月にはLAST IN MY CULT、同年10月にはシャカデリックをデビューさせた。
2019年6月7日、フォーサイド子会社のフォーサイドフィナンシャルサービスがBABYTRACKSを買収、同レーベルの運営を担当するマーベラスアークの代表取締役に就任。同年12月末をもってBABYTRACKS代表およびマーベラスアーク代表取締役を退任。
2020年6月、easy revenge recordsを設立、小林私のプロデュースを担当している。

## エピソード
- 趣味はオカルトなこと、二次元的なこと。
- チャームポイントはくちびる。

## 作品

### イメージDVD
- 「はじめての…」（2013年4月26日、シャイニングスターエンターテイメント）[17]
- 「櫻色の恋」（2013年7月26日、シャイニングスターエンターテイメント）
- 「ぷるりか」（2013年10月20日、ラインコミュニケーションズ）

### CD
※「宗教法人マラヤ」名義
- 宗教法人マラヤ ベスト（2017年6月）

### 音楽配信
※「宗教法人マラヤ」名義、配信開始日はiTunes Storeによる
- ぽわ （2016年4月23日）
- GET UP!解脱 （2016年6月30日）
- 仏像殺人事件 （2016年9月14日）
- 娑婆KA/RU/MA （2016年11月10日）
- 糸色文寸ネ申マーラー （2017年1月26日）

## 出演

### テレビ
- トップアイドル育成バラエティーd☆d〜だれでもだいすき（テレビ埼玉、千葉テレビ、テレビ神奈川、2012年4月12日 - ） レギュラー
- 緊急検証!日本の怪村〜絶対に行ってはいけない村がそこにある〜（ファミリー劇場、2012年8月18日）
- お願い!ランキングGOLD　ベストカップUSA（テレビ朝日、2012年12月29日）
- パチFUN!(テレビ埼玉、2013年1月2日、1月7日）
- 夜遊び三姉妹　ふるぼっこ堂（日本テレビ、2013年1月24日）
- フクロ☆とじ(名古屋テレビ、2013年） - リポーター
- つながるGO!GO!（J:COM、2013年5月1日）
- 真夜中のおバカ騒ぎ!（千葉テレビ、東京MX、2013年5月2日 - 7月25日）
- 「ウタ娘」（テレビ埼玉、2013年7月 - 2014年5月） - レギュラーMC
- お願い!ランキング（テレビ朝日、2012年8月）
- 緊急検証!日本の怪々村〜ごらん、入ってはいけない村がほらそこに〜（ファミリー劇場、2015年8月9日）
- 喫茶カフェ（ミュージック・ジャパンTV、2016年9月22日 - ） - レギュラー

### 雑誌
- ヤングアニマル（白泉社、2013年3月22日）
- Yha! Hip & Lip（ワニマガジン、2013年4月6日）
- 漫画アクション（双葉社、2013年4月16日）
- ドカント（デジタルスタイル、2013年4月16日）
- ヤングジャンプ（集英社、2013年8月22日）
- CARトップ（交通タイムス社、2013年9月26日）

### 写真
- ツインテール百景（マイナビブックス、2013年8月9日）

### WEB
- web R-25 （2013年1月17日）
- よしログ (2013年4月 - ） - アシスタントMCレギュラー
- 密着!アイドル Sweet Room（2013年4月25日）

### 舞台
- W-Speak第4回公演『笑劇LOVERS』「帰ってきたキス部」（2012年12月26日 - 30日、池袋・シアターKASSAI）